# Кафявогърда либия
Кафявогърдата либия (Lybius melanopterus) е вид птица от семейство Либиеви (Lybiidae).

## Разпространение
Видът е разпространен в Кения, Малави, Мозамбик, Сомалия и Танзания.